# Death Before Disco
Death Before Disco is een Belgische alternatieve-rockband met emo-invloeden. De band werd opgericht in 2000. In augustus 2007 stopte de band ermee wegens aanhoudende interne onenigheid.

## Geschiedenis
De band bracht in hun beginfase twee splits uit, met Severance en What Lies Within. Hierna, in 2003, vond de band hun definitieve bezetting waarna ze hun eerste volledige album Party Bullet uitbrachten. Shows in België met Thursday, Coheed and Cambria en Strung Out volgden. Daarnaast toerde de band ook met Shai Hulud en Strung Out door Europa en met Jairus door het Verenigd Koninkrijk. Ze toerden in de zomer van 2006 door Indonesië.
In 2006 kwam Barricades uit, een album dat een duidelijke ontwikkeling in het geluid van de band liet horen. Ze toerden begin 2007 door Duitsland met het Oostenrijkse Estate. Verder speelden ze in 2007 als enige Belgische band op Groezrock, het grootste punk/hardcore-festival van de Benelux.
In augustus 2007 liet de groep via hun MySpace-account weten dat ze ermee ophielden. Drummer Ace beloofde de fans nog een aantal onuitgegeven nummers. De zanger van Death Before Disco ging later spelen bij de Brusselse band Les Heritiers, Ace Zec als drummer bij Customs.

## Bezetting
- Ioan Kaes - zang
- Fred de Moor - gitaar
- Birger Finaut - gitaar
- Dries Verhaert - basgitaar
- Ace Zec - drums

### Voormalige bandleden
- Yannick Dumarey - basgitaar
- Stefaan Leleu (oprichter) - zang

## Discografie

### Albums
- Party Bullet (2004)
- Barricades (2006)

### Ep's
- Death Before Disco/Severance (2001)
- Death Before Disco/What Lies Within (2003)